# Центральный (Златоустовский городской округ)
Центра́льный — посёлок в Златоустовском городском округе Челябинской области России.

## География
Посёлок находится на берегу реки Тундушка, на расстоянии 35 км к западу от города Златоуст, административного центра округа.

## Население
| 2002 | 2010 |
| ---- | ---- |
| 847  | ↘786 |

### Половой состав
По данным Всероссийской переписи, в 2010 году численность населения посёлка составляла 786 человек (367 мужчин и 419 женщин).

## Улицы
| - ул. Береговая, - ул. Берёзовая, - ул. Зелёная, - ул. Ленина, | - ул. Лесная, - ул. Механизаторов, - ул. Молодёжная, - ул. Октябрьская, | - ул. Победы, - ул. Садовая, - пер. Симоненко, - ул. Труда. |